# Jaap Kunstbrug
De Jaap Kunstbrug (brug 1926) is een bouwkundig kunstwerk in Amsterdam-Oost.
De brug is een van de drie bruggen die de grote vijver van het Oosterpark overspannen. De brug heeft uiterlijk veel weg van de Klaartje de Zwarte-Walvischbrug. 
In december 2018 vernoemde de gemeente Amsterdam de brug naar etnomusicoloog Jaap Kunst, die enige jaren in het Koninklijk Instituut voor de Tropen (aan de noordrand van het Oosterpark) gewerkt heeft.